# Юта Джаз
Юта Джаз (англ. Utah Jazz) - професійна баскетбольна команда, заснована у 1974, розташована в місті Солт-Лейк-Сіті, штат Юта.  Команда є членом  Північно-Західного дивізіону Західної конференції Національної баскетбольної асоціації.
Домашнім полем для «Джаз» є Енерджі-Солушнс-арена.

## Статистика
В = Виграші, П = Програші, П% = Процент виграних матчів
| Сезон           | В    | П    | П%   | Плейоф                                                                                                  | Результати                                                                   |
| --------------- | ---- | ---- | ---- | --- | ---------------------------------------------------------------------------- |
| Нью-Орлеан Джаз |      |      |      | |                                                                              |
| 1974-75         | 23   | 59   | .280 | |                                                                              |
| 1975-76         | 38   | 44   | .463 | |                                                                              |
| 1976-77         | 35   | 47   | .427 | |                                                                              |
| 1977-78         | 39   | 43   | .476 | |                                                                              |
| 1978-79         | 26   | 56   | .317 | |                                                                              |
| Юта Джаз        |      |      |      | |                                                                              |
| 1979-80         | 24   | 58   | .293 | |                                                                              |
| 1980-81         | 28   | 54   | .341 | |                                                                              |
| 1981-82         | 25   | 57   | .305 | |                                                                              |
| 1982-83         | 30   | 52   | .366 | |                                                                              |
| 1983-84         | 45   | 37   | .549 | Виграли в першому раунді Програли в півфіналі конференції                                               | Юта 3, Денвер 2 Фінікс 4, Юта 2                                              |
| 1984-85         | 41   | 41   | .500 | Виграли в першому раунді Програли в півфіналі конференції                                               | Юта 3, Х’юстон 2 Денвер 4, Юта 1                                             |
| 1985-86         | 42   | 40   | .512 | Програли в першому раунді                                                                               | Даллас 3, Юта 1                                                              |
| 1986-87         | 44   | 38   | .537 | Програли в першому раунді                                                                               | Голден-Стейт 3, Юта 2                                                        |
| 1987-88         | 47   | 35   | .573 | Виграли в першому раунді Програли в півфіналі конференції                                               | Юта 3, Портленд 1 Лос-Анджелес 4, Юта 3                                      |
| 1988-89         | 51   | 31   | .622 | Програли в першому раунді                                                                               | Голден-Стейт 3, Юта 0                                                        |
| 1989-90         | 55   | 27   | .671 | Програли в першому раунді                                                                               | Фінікс 3, Юта 2                                                              |
| 1990-91         | 54   | 28   | .659 | Виграли в першому раунді Програли в півфіналі конференції                                               | Юта 3, Фінікс 1 Портленд 4, Юта 1                                            |
| 1991-92         | 55   | 27   | .671 | Виграли в першому раунді Виграли в півфіналі конференції Програли в фіналі конференції                  | Юта 3, Лос-Анджелес 2 Юта 4, Сієтл 1 Портленд 4, Юта 2                       |
| 1992-93         | 47   | 35   | .573 | Програли в першому раунді                                                                               | Сієтл 3, Юта 2                                                               |
| 1993-94         | 53   | 29   | .646 | Виграли в першому раунді Виграли в півфіналі конференції Програли в фіналі конференції                  | Юта 3, Сан-Антоніо 1 Юта 4, Денвер 3 Х’юстон 4, Юта 1                        |
| 1994-95         | 60   | 22   | .732 | Програли в першому раунді                                                                               | Х’юстон 3, Юта 2                                                             |
| 1995-96         | 55   | 27   | .671 | Виграли в першому раунді Виграли в півфіналі конференції Програли в фіналі конференції                  | Юта 3, Портленд 2 Юта 4, Сан-Антоніо 2 Сієтл 4, Юта 3                        |
| 1996-97         | 64   | 18   | .780 | Виграли в першому раунді Виграли в півфіналі конференції Виграли в фіналі конференції Програли в фіналі | Юта 3, Лос-Анджелес 0 Юта 4, Лос-Анджелес 1 Юта 4, Х’юстон 2 Чикаго 4, Юта 2 |
| 1997-98         | 62   | 20   | .756 | Виграли в першому раунді Виграли в півфіналі конференції Виграли в фіналі конференції Програли в фіналі | Юта 3, Х’юстон 2 Юта 4, Сан-Антоніо 1 Юта 4, Лос-Анджелес 0 Чикаго 4, Юта 2  |
| 1998-99         | 37   | 13   | .740 | Виграли в першому раунді Програли в півфіналі конференції                                               | Юта 3, Сакраменто 2 Портленд 4, Юта 2                                        |
| 1999-00         | 55   | 27   | .671 | Виграли в першому раунді Програли в півфіналі конференції                                               | Юта 3, Сієтл 2 Портленд 4, Юта 1                                             |
| 2000-01         | 53   | 29   | .646 | Програли в першому раунді                                                                               | Даллас 3, Юта 2                                                              |
| 2001-02         | 44   | 38   | .537 | Програли в першому раунді                                                                               | Сакраменто 3, Юта 1                                                          |
| 2002-03         | 47   | 35   | .573 | Програли в першому раунді                                                                               | Сакраменто 4, Юта 1                                                          |
| 2003-04         | 42   | 40   | .512 | |                                                                              |
| 2004-05         | 26   | 56   | .317 | |                                                                              |
| 2005-06         | 41   | 41   | .500 | |                                                                              |
| 2006-07         | 51   | 31   | .622 | Виграли в першому раунді Виграли в півфіналі конференції Програли в фіналі конференції                  | Юта 4, Х’юстон 3 Юта 4, Голден-Стейт 1 Сан-Антоніо 4, Юта 1                  |
| 2007-08         | 54   | 28   | .659 | Виграли в першому раунді Програли в півфіналі конференції                                               | Юта 4, Х’юстон 2 Лос-Анджелес 4, Юта 2                                       |
| 2008-09         | 48   | 34   | .585 | Програли в першому раунді                                                                               | Лос-Анджелес 4, Юта 1                                                        |
| 2009-10         | 53   | 29   | .646 | Виграли в першому раунді Програли в півфіналі конференції                                               | Юта 4, Денвер 2 Лос-Анджелес 4, Юта 0                                        |
| 2010-11         | 39   | 43   | .476 | |                                                                              |
| 2011-12         | 36   | 30   | .545 | Програли в першому раунді                                                                               | Сан-Антоніо 4, Юта 0                                                         |
| Сума            | 1669 | 1399 | .544 | |                                                                              |
| Плейоф          | 114  | 127  | .473 | |                                                                              |